# An = Anum
Az An = Anum az egyik legfontosabb mezopotámiai istenlista közismert címe. Ezeket a dokumentumokat valódi cím hiányában az első sorukkal jelölik, ez a lista az első két oszlopban így kezdődik: „An – Anum”. Az óbabiloni korban hat táblából állt, a késői korokra – például Assur-bán-apli ninivei könyvtárában – hét táblára bővült. Felsorolja mindazokat az isteneket, akiknek ismert kultuszhelyük volt Mezopotámiában, az istenneveket sumer és akkád formájukban is megadja. A lista a főistennel, a világteremtővel kezdődik, és több csoportban, hierarchikus sorrendben közli a neveket. Így nem csak pusztán az istenek nevei, de mitikus rangsoruk is kiderül belőle. Ilyen módon az An = Anum a mezopotámiai mitológia ismeretének, az istenvilág szervezetének, felépítésének és funkcióinak nélkülözhetetlen elsődleges forrása. A lista a mezopotámiaiak számára is fontos volt, amit jelez, hogy az óbabiloni kortól a kasszitákon és középasszír koron át egészen az újbabiloni és újasszír korig számos példányban ismert.
Szerkezetében az édubbákban használt sumer–akkád jellistákhoz hasonló, az első oszlopban a sumer nevet, a másodikban az akkádot közli.